# Muntanyes Hășmaș
Les muntanyes Hăşmaş (en romanès: Munții Hășmaș; hongarès: Hagymás-hegység) són massissos de pedra calcària i gres situats a Romania a la serralada dels Carpats romanesos. Les serres inclouen molts penya-segats i congostos, com ara el congost de Bicaz i el penya-segat de Panaghia.
Contenen la reserva natural Cheile Bicazului-Hăşmaş. Hi ha un llac conegut com a Lacul Roşu ("llac vermell"), que rep el nom de l'argila vermella que hi havia.

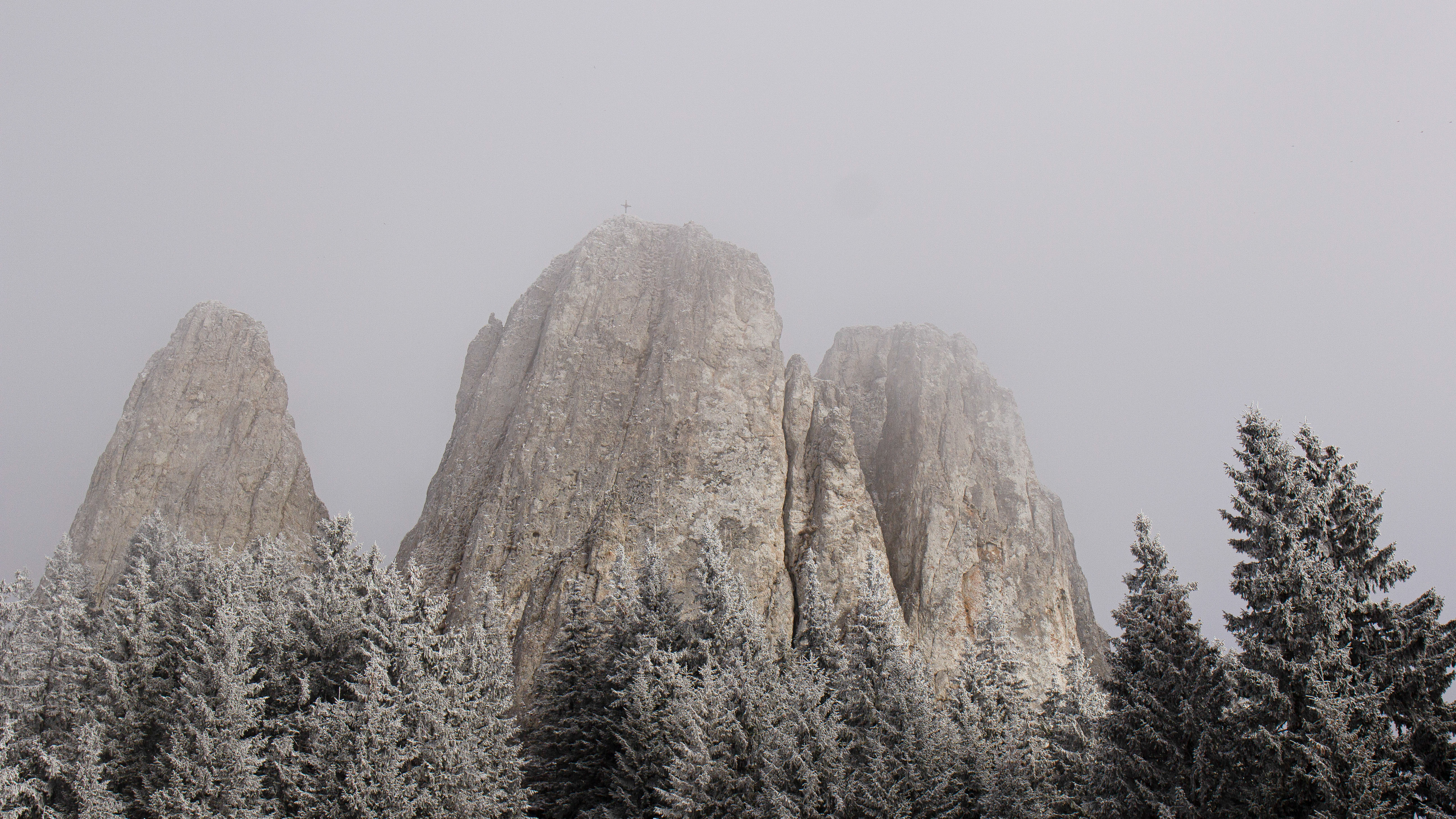
Uns penya-segats esglaonats com aquest defineixen la serra